# الصحة في رومانيا

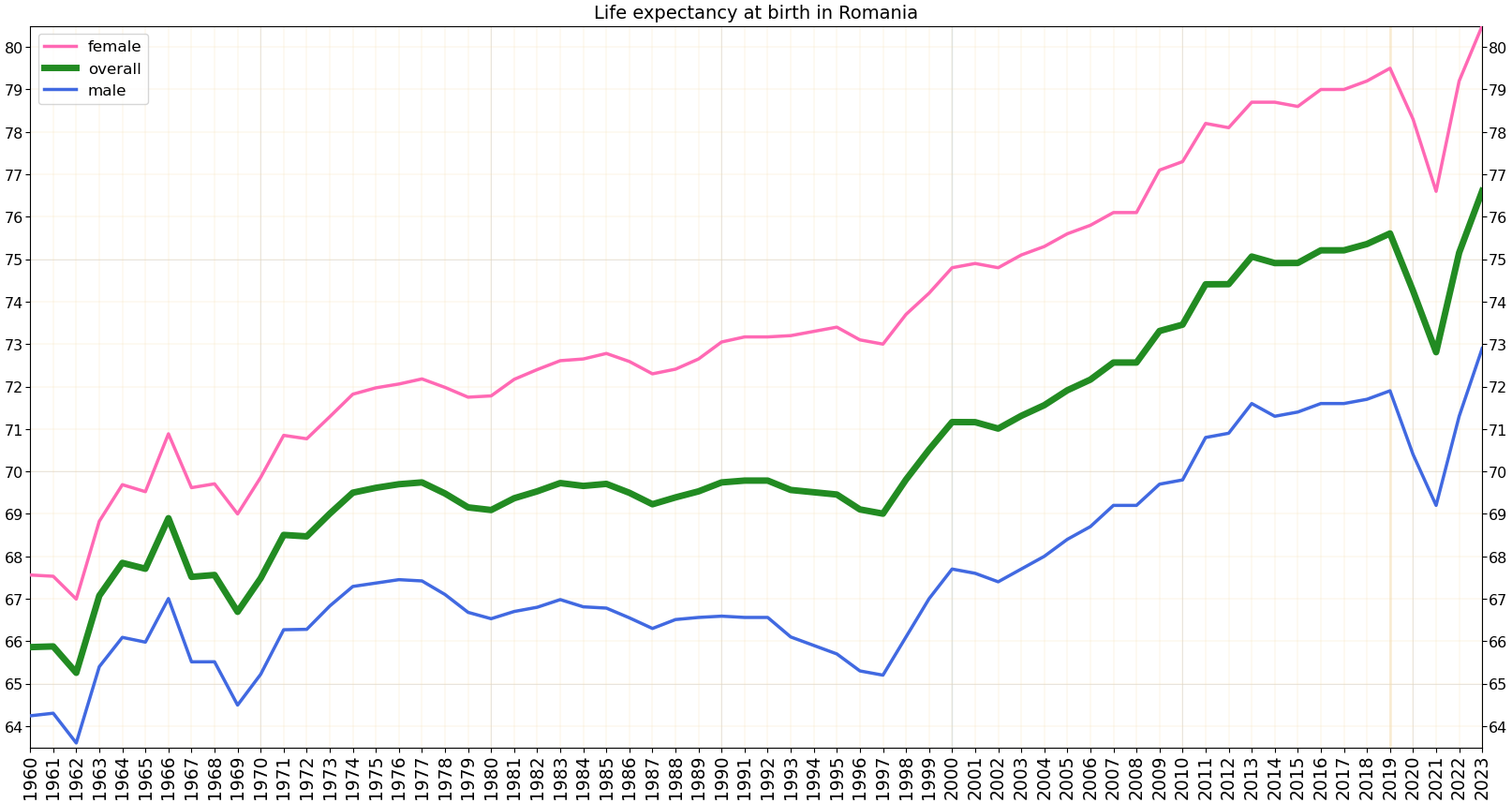
متوسط العمر المتوقع عند الولادة في رومانيا

سجلت رومانيا خامس أعلى معدل وفيات في أوروبا، حيث بلغت 691 شخص لكل 100 ألف نسمة، وسجلت رابع أعلى معدل وفاة جراء الأمراض المعدية في عام 2015.

## الأسباب الأكثر شيوعا للوفاة
توزعت الأسباب الرئيسية للوفاة في رومانيا في عام 2014 على كل من: الأمراض القلبية الوعائية بنسبة 62 بالمئة، تليها الأورام الخبيثة بنسبة 17 بالمئة، وأمراض الجهاز الهضمي بنسبة 6 بالمئة، والحوادث والإصابات والتسمم بنسبة 5 بالمئة، والأمراض التنفسية بنسبة 5 بالمئة. كما أن الوفيات من الأسباب الخارجية ومن الأمراض المعدية والطفيلية هي الأكثر شيوعا في رومانيا بنسبة 4-5 بالمئة مقارنة مع الدول الأخرى الأعضاء في الاتحاد الأوروبي. وقُدر سابقًا أن خمس مجموع سكان رومانيا يعانون من أمراض معدية ومزمنة.
كان هناك 17283 شخصًا مصابًا بالسل في عام 2008. وكان معدل الوفيات هو 31.8 شخصًا لكل 1000مواطن مصاب. وتشير بعض الإحصائيات إلى أن 30000 ألف شخص أُصيبوا بمرض السل وهذا يجعله ثالث أعلى معدل بين بلدان أوروبا الشرقية. وتقريبًا، 3.7 بالمئة من مجموع سكان رومانيا إما يكونوا حوامل أو متأثرين بالتهاب الكبد. أقل من 1 بالمئة من مجموع سكان رومانيا هم حوامل أو مصابون بفيروس نقص المناعة البشرية. إن السبب الأكثر شيوعًا للإصابة بفيروس نقص المناعة البشرية هو مشاركة الإبر. لقد شخصت الحالة الأولى للإيدز في رومانيا عام 1985 وفي عام 1989 تم الإبلاغ عن حالات في الأطفال. وبين عامي 1985 و2014 أُبلغ عن 9096 حالة و6540 حالة وفاة. وعلى التوالي 468 حالة جديدة كل سنة.